# Hernán Coronel
Hernán Luis Coronel (San Fernando, Provincia de Buenos Aires; 10 de marzo de 1978) es un músico argentino y líder del grupo de cumbia villera Mala Fama.

## Carrera
Siendo el cantante y tecladista de Mala Fama, logró el éxito con su particular tono vocal, pronunciando las palabras con una R (ere) excesiva y siempre con una gran actitud sobre el escenario, con un cigarrillo prendido, tomando cerveza y el micrófono en la otra mano. Sus latiguillos y frases son marca registrada y su timbre de voz es único entre los cantantes de cumbia villera.
Inició su carrera en 2000, cuando Mala Fama se dio a conocer por medio de su disco Ritmo y sustancia. El estilo peculiar de Coronel, sumado a las letras cómicas de las canciones, fueron las claves del éxito de la banda en el apogeo de la Cumbia Villera
Tras la salida del segundo álbum, Para vos basuura, y con la merma en la popularidad del estilo, la banda se tomó años de descanso.
En el año 2010 cumplió 10 años con la música, presentándose con la banda Mala Fama en un show celebrado en un conocido teatro-bar de la ciudad de Buenos Aires.
En esa década, Coronel comenzó a presentarse más en redes sociales, haciéndose Influencer en donde presentaba temas nuevos de la banda, giras y reuniones con otros músicos.
En el año 2019, Coronel protagonizó un reality basado en sus giras con el grupo y acontecimientos. El programa fue llamado MalaFameros, un Reality de Feos.

## Discografía
| Año  | Título                     | Sello |
| ---- | -------------------------- | ----- |
| 2000 | Ritmo y sustancia          | DBN   |
| 2001 | Para vos basuura           | MOJO  |
| 2008 | Si tenés, mandale mecha!!! | MOJO  |
| 2013 | Lo peor                    | MOJO  |
| 2017 | Grabaciones encontradas    | MOJO  |